# Acontia lanceolatana
Acontia lanceolatana là một loài bướm đêm trong họ Noctuidae.